# Pseudoharpax ugandanus
Pseudoharpax ugandanus är en bönsyrseart som beskrevs av Giglio-tos 1915. Pseudoharpax ugandanus ingår i släktet Pseudoharpax och familjen Hymenopodidae. Inga underarter finns listade i Catalogue of Life.